# Kedarnath
Kedarnath là một thị xã và là một nagar panchayat của quận Rudraprayag thuộc bang Uttaranchal, Ấn Độ.

## Nhân khẩu
Theo điều tra dân số năm 2001 của Ấn Độ, Kedarnath có dân số 479 người. Phái nam chiếm 98% tổng số dân và phái nữ chiếm 2%. Kedarnath có tỷ lệ 63% biết đọc biết viết, cao hơn tỷ lệ trung bình toàn quốc là 59,5%: tỷ lệ cho phái nam là 63%, và tỷ lệ cho phái nữ là 36%. Tại Kedarnath, 0% dân số nhỏ hơn 6 tuổi.